# 조시 홉킨스
조시 홉킨스(Josh Hopkins, 1970년 9월 12일 ~ )는 미국의 배우이다.

## 출연 작품
- 실리콘 밸리의 신화
- 퍼펙트 스톰